# Ericales
Ericales es un orden de plantas que suelen crecer en suelos pobres o ácidos. Poseen tendencia a la simbiosis con micorrizas, a veces pierden la clorofila (Monotropa). Flores hermafroditas, generalmente actinomorfas; corolas simpétalas (salvo Clethraceae, con cuatro pétalos libres, forma un puente con Theales); androceo con 2 verticilos libres de la corola, soldados a un disco del receptáculo; anteras poricidas, con tendencia a la formación de cuernos en la parte basal; liberación del polen en tétradas (salvo Clethraceae); principalmente entomófilas (a veces anemófilas). Gineceo súpero, con carpelos parcialmente cerrados, placentación central parietal.
Ericales contiene 22 familias, 346 géneros y más de 12,000 especies. La mayoría de los miembros tienen al menos pétalos débilmente fusionados y flores radialmente simétricas, un ovario superior de 3 o 5 lóbulos y 5 o 10 (a veces más) estambres que a menudo nacen libres de los pétalos. El fruto suele ser una cápsula y la cubierta de la semilla suele ser fina. Los iridoides, unas sustancias químicas distintivas que tal vez participan en la protección de la planta contra los herbívoros, están repartidos por todo el orden.
Las asociaciones micorrícicas son bastante comunes entre los representantes del orden, y tres tipos de micorrizas se encuentran exclusivamente entre Ericales (a saber, micorrizas ericoides, arbutoides y monotropoides).[cita requerida] Además, algunas familias del orden destacan por su excepcional capacidad para acumular aluminio.
Según estudios moleculares, el linaje que dio lugar a Ericales divergió de otras plantas hace unos 127 millones de años o se diversificaron hace 110 millones de años.

## Clasificación

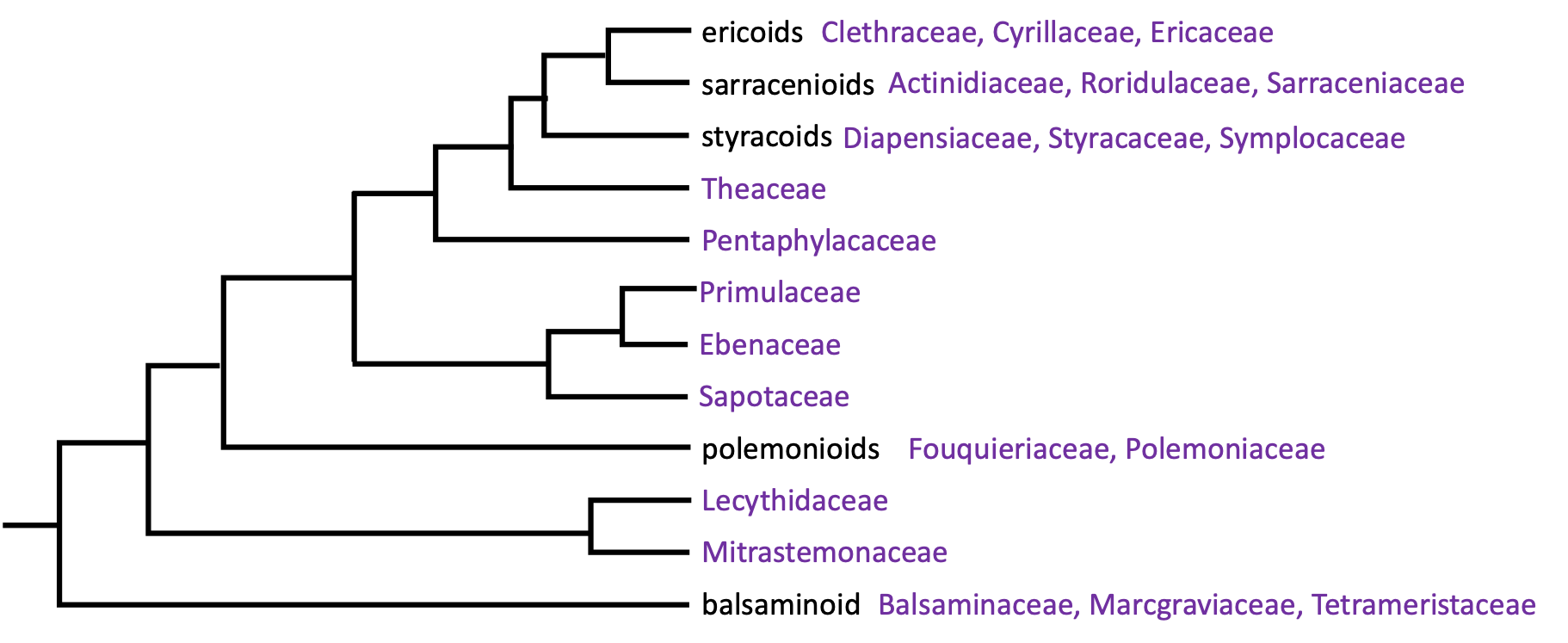
Filogenia simplificada basada en

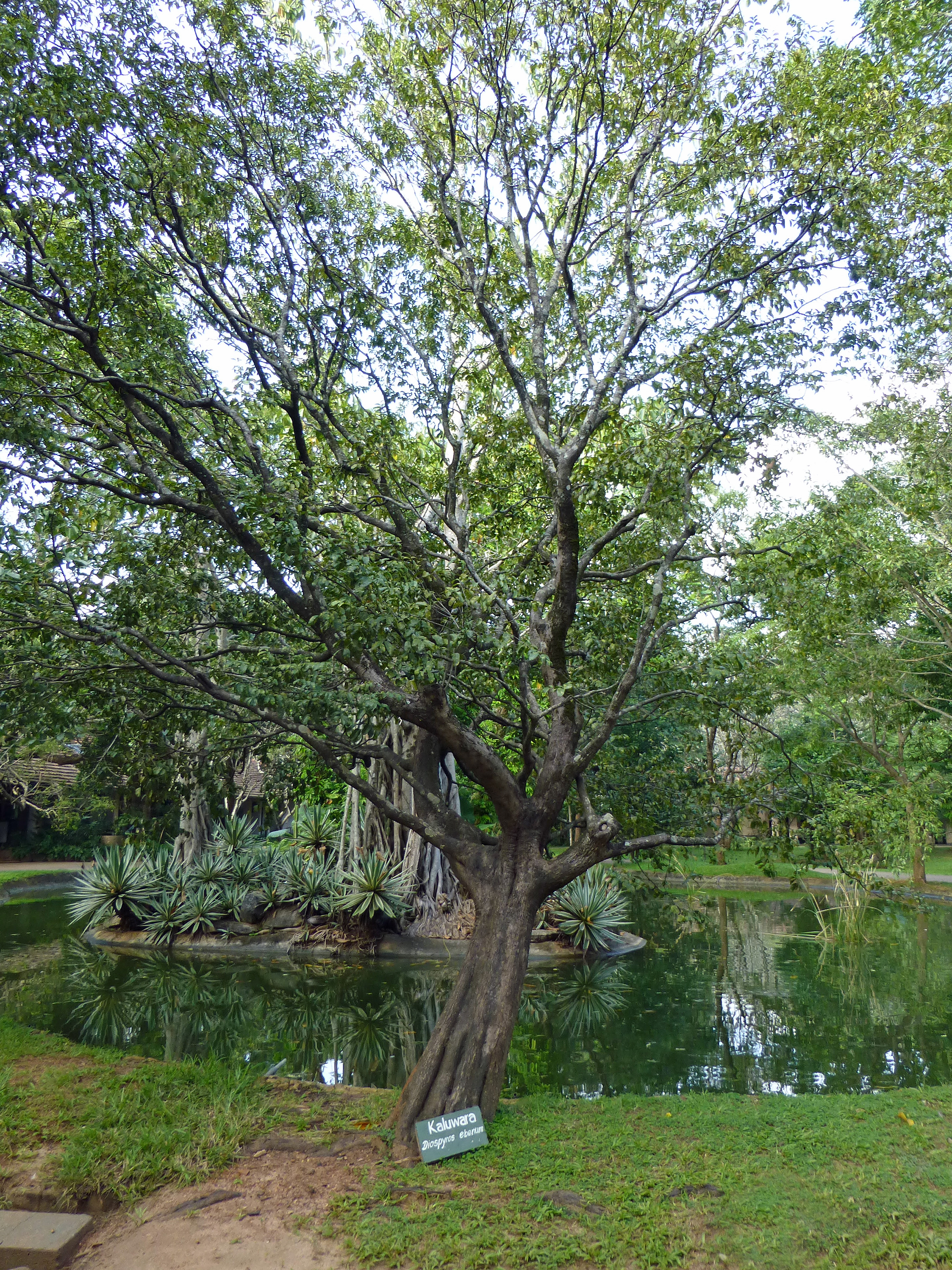
Un ejemplar de Diospyros ebenum.

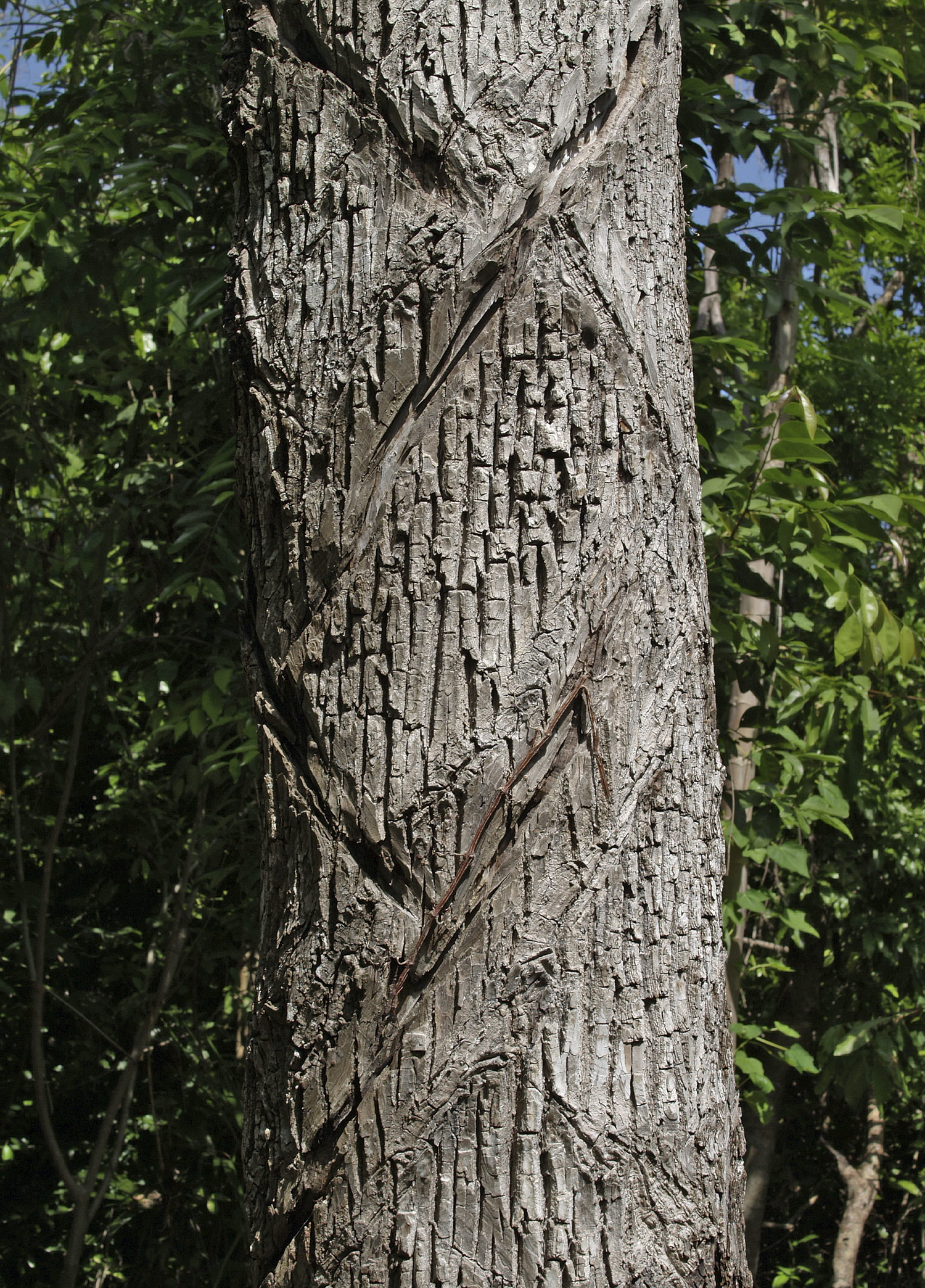
Tronco de Manilkara zapota con las marcas para la extracción de látex.

Pertenecen al clado Eudicotyledoneae del sistema APG III de 2009. Las siguientes son familias típicas de esta clasificación. 
- Actinidiaceae (familia del kiwi)
- Balsaminaceae
- Clethraceae
- Cyrillaceae
- Diapensiaceae
- Ebenaceae (familia del ébano)
- Ericaceae (familia del arándano, brezo, azalea y madroño)
- Fouquieriaceae
- Lecythidaceae
- Marcgraviaceae
- Mitrastemonaceae
- Myrsinaceae
- Pellicieraceae
- Pentaphylacaceae
- Polemoniaceae
- Primulaceae
- Roridulaceae
- Sapotaceae (familia de la sapodilla o chicle)
- Sarraceniaceae
- Sladeniaceae
- Styracaceae
- Symplocaceae
- Ternstroemiaceae
- Tetrameristaceae
- Theaceae (familia del té)
- Theophrastaceae

Estas componen el grupo basal de astéridas. En el sistema de Cronquist de 1981, las Ericales incluyen un grupo menor de plantas, puestas entre las Dilleniidae:
- Ericaceae
- Cyrillaceae
- Clethraceae
- Grubbiaceae
- Empetraceae
- Epacridaceae
- Pyrolaceae
- Monotropaceae

Por su parte en el Sistema de clasificación APG IV de 2016  se reconocen 22 familias como miembros de las Ericales:
- Balsaminaceae A.Rich.
- Marcgraviaceae Bercht. & J.Presl
- Tetrameristaceae Hutch.
- Fouquieriaceae DC.
- Polemoniaceae Juss.
- Lecythidaceae A.Rich.
- Sladeniaceae Airy Shaw
- Pentaphylacaceae Engl.
- Sapotaceae Juss.
- Ebenaceae Gürke
- Primulaceae Batsch ex Borkh.
- Theaceae Mirb.
- Symplocaceae Desf.
- Diapensiaceae Lindl.
- Styracaceae DC. & Spreng.
- Sarraceniaceae Dumort.
- Roridulaceae Martinov
- Actinidiaceae Gilg & Werderm.
- Clethraceae Klotzsch
- Cyrillaceae Lindl.
- Ericaceae Juss.
- Mitrastemonaceae Makino

## Importancia económica

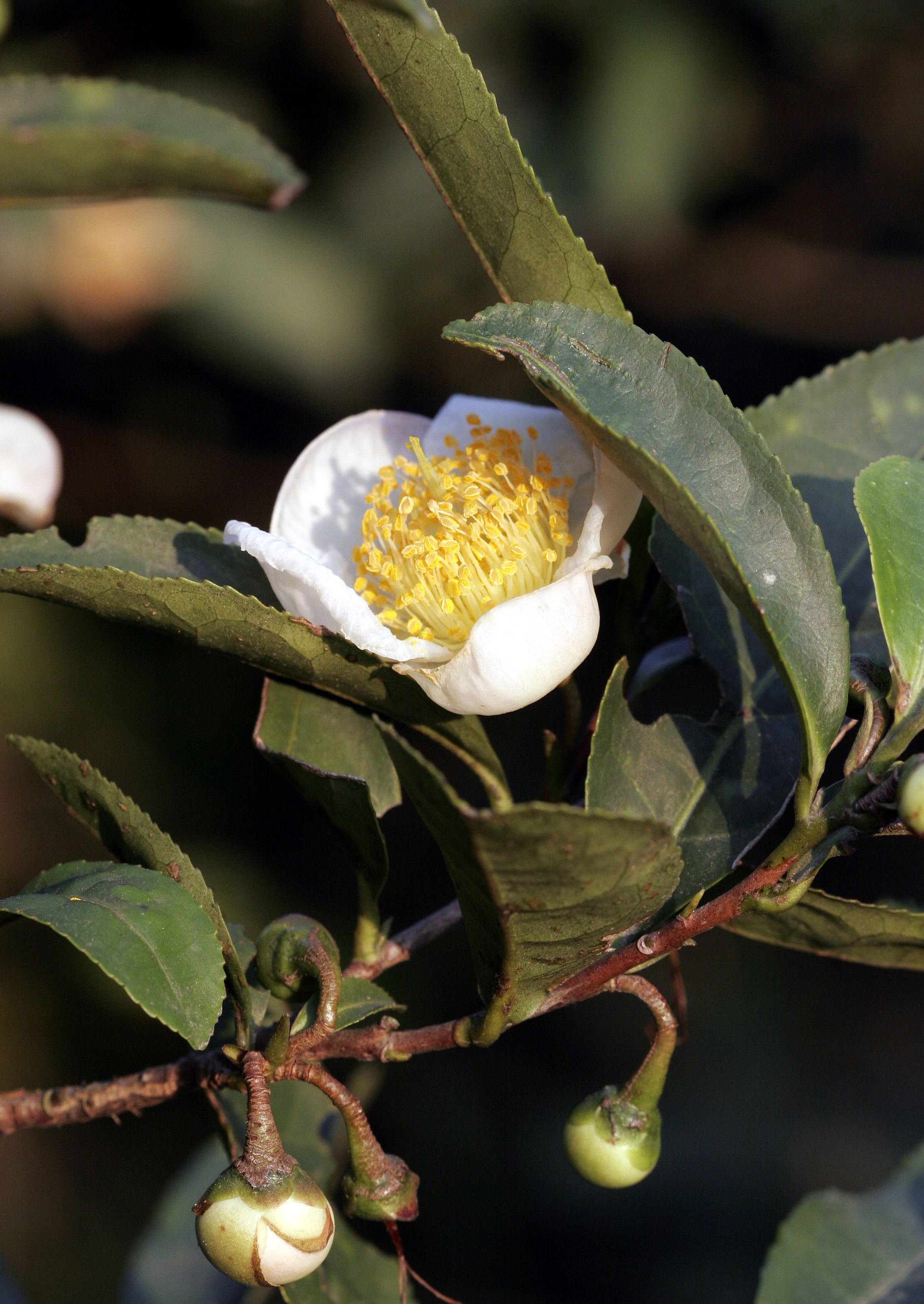
Flor y hojas del té,Camellia sinensis.

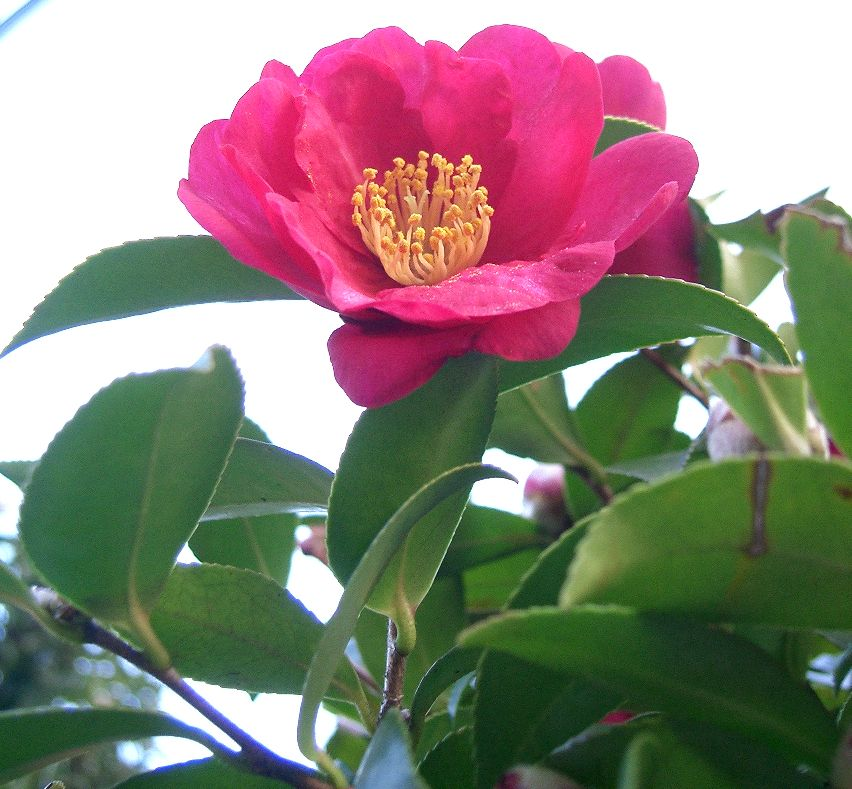
Una flor de una camelia, la Camellia sasanqua.

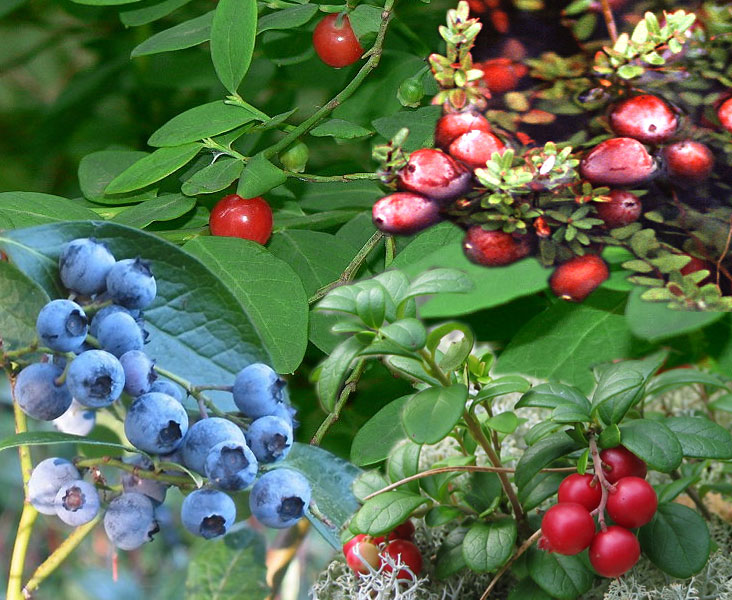
Varias bayas de distintas especies de Vaccinium.

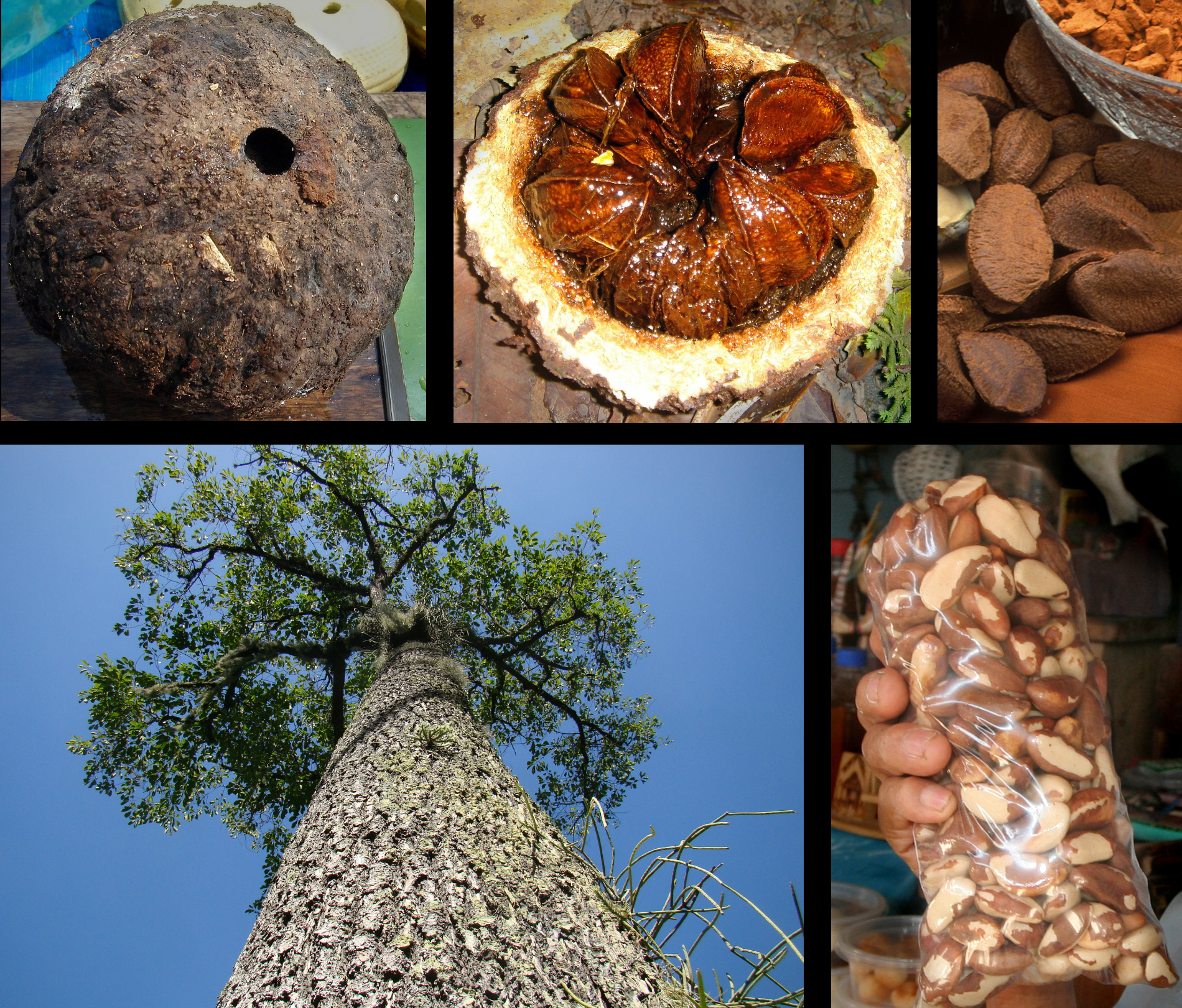
Vistas del árbol, frutos y producto preparado de Bertholletia excelsa, nuez del Brasil, o "Castaña de Pará" en Argentina.

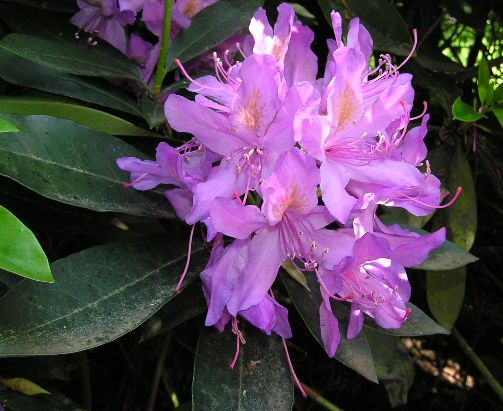
Un rododendro (Rhododendron ponticum) en floración.

La planta más utilizada comercialmente en el orden es el té (Camellia sinensis) de la familia Theaceae. Este orden también incluye algunos frutos comestibles, incluyendo kiwi (esp. Actinidia deliciosa), caqui (género Diospyros), arándano, nuez de Brasil, y mamey. El orden también incluye karité (Vitellaria paradoxa), que es la principal fuente de lípidos en la dieta de millones de africanos subsaharianos. Muchas especies de Ericales se cultivan por sus vistosas flores: ejemplos bien conocidos son la azalea, el rododendro, camelia, brezo, polyanthus, ciclamen, phlox y alegría del hogar.

## Ericaceae

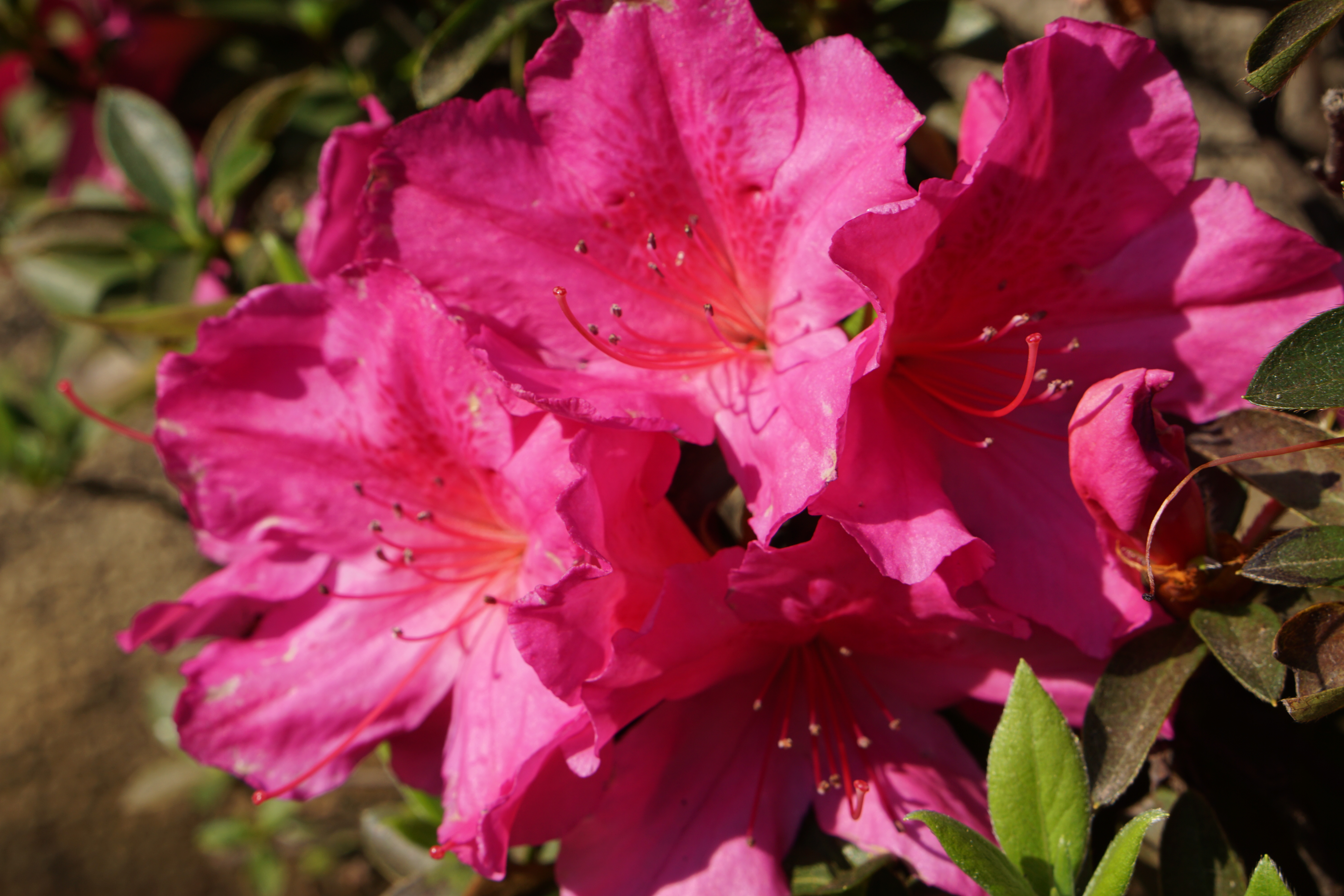
Flor de azalea miembro conspícuo de Ericaceae.

Familia cosmopolita, más abundante en las zonas templadas y frías (en los trópicos solo se hallan presentes en las montañas). Comprende unas 3000 especies, adaptadas a terrenos pobres y ácidos por medio de simbiosis con micorrizas. Incluye árboles, arbustos o matas, leñosas y generalmente fruticosas.

## Balsaminaceae

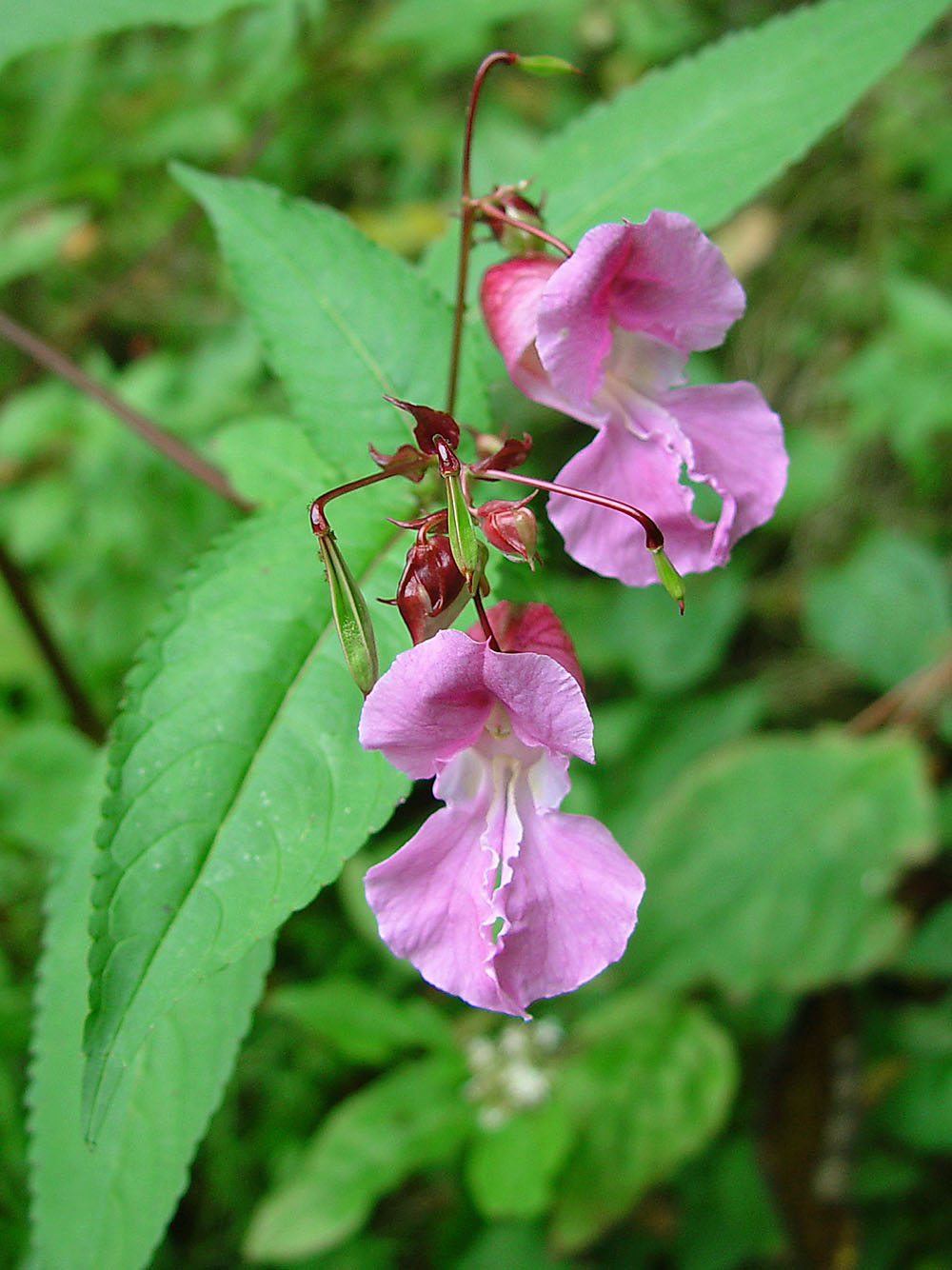
Flor de Impatients galndulifera miembro de Balsaminaceae.

Las balsamáceas son plantas herbáceas anuales o perennes con tejido carnoso traslúcido en los tallos. Las partes de la planta están en su mayoría desnudas. Las alternas y en espiral o en su mayoría opuestas, rara vez dispuestas en verticilos de tres hojas, son simples y pedunculadas. A menudo se forman dientes o protuberancias en el tallo y el borde de la hoja, que pueden secretar néctar (nectarios extraflorales). El margen de la hoja es liso o, a menudo, fina y afiladamente dentado. Las estipulaciones generalmente no se pueden observar.
Son características las flores altamente cigomorfas, quíntuples y hermafroditas rotadas 180 grados. De los tres a cinco sépalos, el del medio está muy agrandado, en su mayoría estimulado y de color similar a los pétalos. En muchas especies el espolón es redondeado y en forma de saco. De los otros cuatro sépalos, dos están bien desarrollados, los dos últimos a menudo diminutos o ausentes. Uno de los cinco pétalos (rara vez cuatro) se agranda y forma el labio superior de la flor. Los otros cuatro están fusionados en pares en diversos grados (en Hydrocera todavía libres) y forman un labio inferior que consta de dos partes. La forma exacta y la coloración de los pétalos y sépalos varían mucho según la especie. Hay muchas especies extremadamente decorativas que se utilizan como plantas ornamentales. En el género Hydrocera, las flores aún no son tan fuertemente zigomorfas como en Impatiens, pero las características mencionadas aquí todavía se aplican en menor medida.

## Polemoniaceae

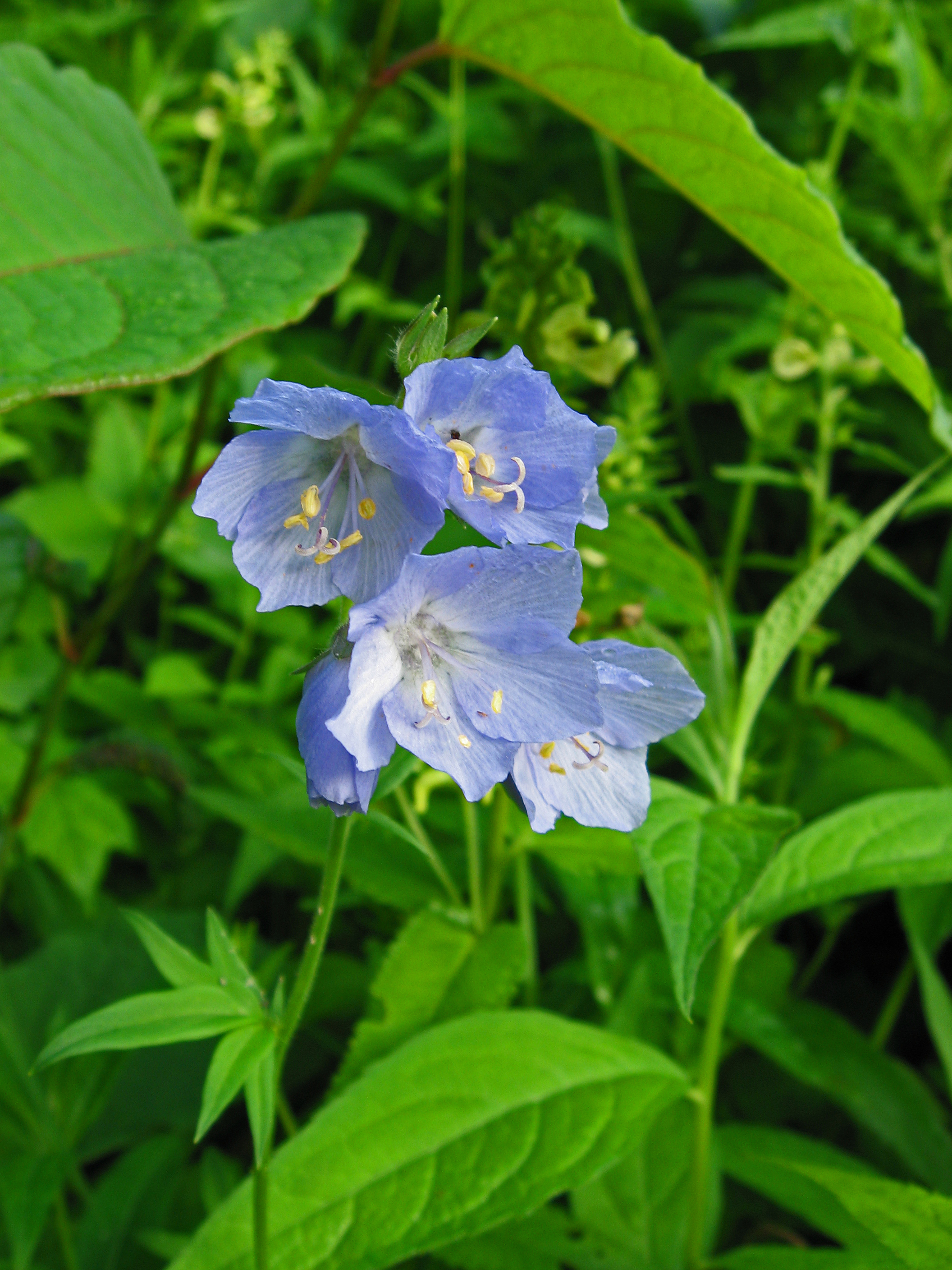
Polemonium caeruleum la especie tipo de Polemoniaceae.

En su mayoría son plantas herbáceas anuales o perennes , algunas especies son plantas trepadoras, raramente hay plantas leñosas: subarbustos, arbustos o árboles ( Cantua ). Algunas especies contienen savia lechosa coloreada. Suelen tener un olor desagradable.
Las hojas son alternas y dispuestas en espiral, opuestas o verticiladas ( Gymnosteris). Las hojas son pecioladas a sésiles. La lámina de la hoja puede ser simple o compuesta; si la lámina de la hoja es compuesta, se puede disecar pinnada o palmadamente. Los márgenes de las hojas son lisos, dentados o aserrados, estipulaciones ausentes.

## Pentaphylacaceae
Los taxones de la familia Pentaphylacaceae son arbustos o pequeños árboles. Las hojas alternas, a menudo dispuestas en dos filas, se dividen en pecíolo y lámina foliar. La lámina de hoja coriácea es simple. El margen de la hoja es dentado, ondulado o entero. Las hojas laterales generalmente no están disponibles.
Las flores suelen estar individualmente en las axilas de las hojas o rara vez se agrupan en inflorescencias terminales o laterales. Las flores unisexuales o hermafroditas son de simetría radial y suelen ser quíntuples con un perianto doble (perianto). Si las flores son unisexuales, entonces las especies son dioicas, dioicas o androdioicas. Los cinco sépalos son libres. Los cinco pétalos libres suelen ser de color verdoso a amarillento, rara vez de color rojo anaranjado , por ejemplo en Balthazaria. Es solo un círculo con cinco estambres o suele haber hasta 30 libres, estambres fértiles presentes. Los filamentos son cortos y las anteras largas. En la tribu Frezierieae hay tres (uno a diez) y en las otras tribus cinco carpelos están fusionados en un ovario sincárpico mayormente superior; hay un estilo con cinco lóbulos estigmáticos; algunos autores asumen que son cinco.

## Styracaceae

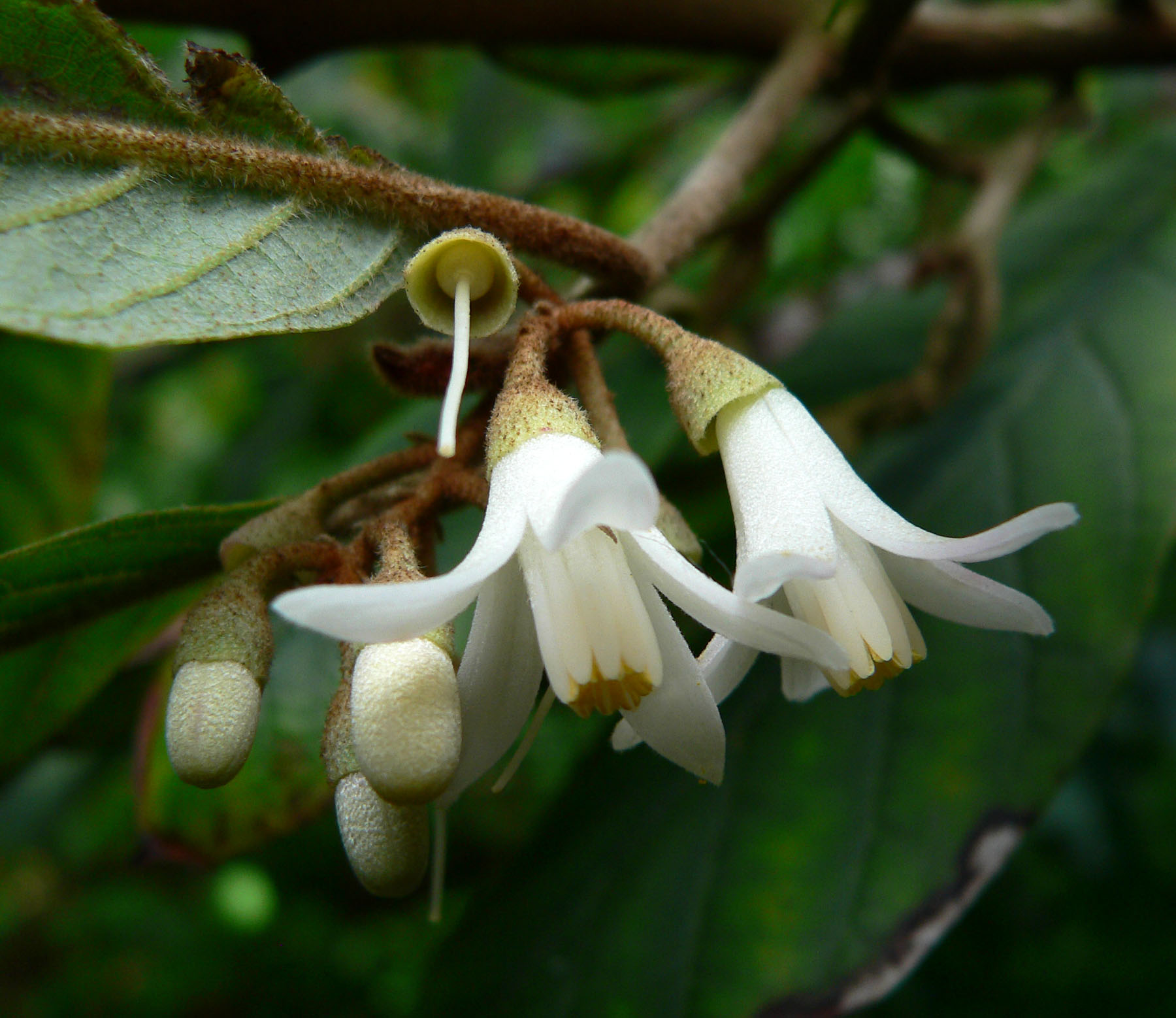
Styrax argenteus.

Son todas especies resinosas, leñosas: árboles y arbustos. En su mayoría son de hoja caduca, rara vez de hoja perenne. Las hojas, las ramitas jóvenes y los frutos de la familia de los árboles Storax casi siempre están cubiertos de pelos multicelulares, complejos, en forma de estrella o escudo ( tricomas ), que a menudo les dan un brillo plateado o marrón típico.
Las hojas alternas y dispuestas en espiral en las ramas se dividen en pecíolo y lámina foliar. La lámina de la hoja no dividida (simple) tiene un borde mayormente aserrado, rara vez simple o rara vez lobulado. Los estomas son anomocíticos. Las estipulaciones suelen estar ausentes o ser muy pequeñas.
Varios géneros incluyen especies populares como árboles ornamentales valorados por sus decorativas flores blancas. La resina de benjuí, utilizada en medicina herbaria y perfumes, se extrae de la corteza de especies de Styrax .

## Lecythicaceae
Estas plantas leñosas crecen principalmente como árboles o arbustos de hoja perenne, rara vez como lianas. Las hojas dispuestas alternas y espiraladas concentradas en los extremos de las ramas o distribuidas en dos hileras sobre las ramas son simples y pecioladas con margen foliar (dentado o) liso. Las estipulaciones son pequeñas o están ausentes.

## Primulaceae

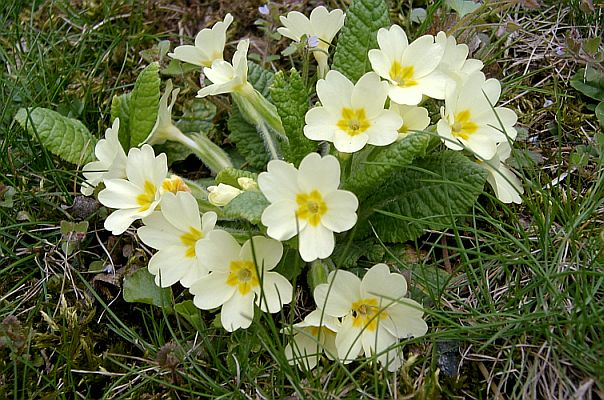
Flor de híbrido de Primula vulgaris, miembro de Primulaceae.

Son plantas herbáceas o plantas leñosas. Las especies herbáceas rara vez son anuales, en su mayoría perennes y forman rizomas o tubérculos como órganos o estolones sobrevivientes . Las plantas leñosas tienen un amplio espectro de formas de crecimiento, desde subarbustos hasta arbustos, árboles y lianas. Algunos taxones contienen savia lechosa de color en los canales esclerosos.
Las hojas son alternas y en espiral u opuestas, a menudo dispuestas en rosetas basales o distribuidas a lo largo del tallo (filotaxis). Las hojas pecioladas o sésiles suelen ser simples. A menudo hay puntos oscuros o líneas de glándulas en las láminas de las hojas. Los márgenes de las hojas pueden ser lisos o dentados. estipulaciones ausentes.
Las flores son solitarias o en inflorescencias de formas diferentes. Las flores, hermafroditas, simétricas radialmente, suelen ser quíntuples (de tres a nueve) y con perianto doble. Los sépalos verdes están fusionados. Los pétalos suelen estar fusionados entre sí (sympetalia); en Glaux están ausentes; en algunos taxones los pétalos están más o menos profundamente bifurcados. Hay uno o dos círculos con normalmente cinco estambres libres presentes. Cinco carpelos son para un ovario mayormente superior descuidado. El ovario contiene de pocos a muchos óvulos en placentación central libre. Hay un lápiz óptico con una cicatriz. La heterostilia es común. La polinización es por insectos (entomofilia).

## Sarraceniaceae

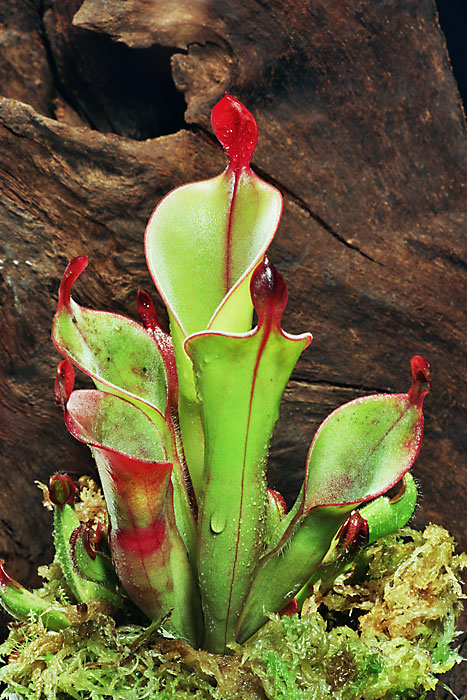
Heliamphora chimantensis planta carnívora, miembro de Sarraceniaceae.

Todas las especies son plantas herbáceas perennes que crecen a partir de un rizoma , generalmente en una roseta basal, ocasionalmente ( Heliamphora ) sobre un tallo erguido, hojas tubulares dispuestas alternativamente que sirven como trampas para los insectos.
Las hojas tienen un pecíolo corto, las estípulas están ausentes. Se transforman en trampas complejas, más o menos alargadas, tubulares, a menudo en forma de cántaro, llenas de un líquido digestivo y que recorren una cresta alar simple o doble (ala ) en el lado axial. En el extremo del lado opuesto al eje, se adjunta una extensión en forma de capucha, la abertura de la hoja está rodeada por un peristoma más o menos claramente definido. Las hojas están cubiertas con glándulas especializadas en su superficie exterior e interior. Ocasionalmente se encuentran filodes.